# Iñaki Gabilondo
José Ignacio Gabilondo Pujol (San Sebastián, Guipúzcoa, 19 de octubre de 1942), más conocido como Iñaki Gabilondo, es un periodista español.

## Trayectoria profesional
Es el primogénito de una familia de nueve hermanos. Estudió con los Hermanos del Sagrado Corazón de San Sebastián. Licenciado en Filosofía y Letras y en Periodismo por la Universidad de Navarra, inició su carrera en el mundo de la radio con 21 años en 1963 en Radio Popular (COPE) en San Sebastián, de la que fue director con 26 años y en 1969 pasó a dirigir Radio San Sebastián de la Cadena SER. Dos años más tarde, era nombrado director de Radio Sevilla de la Cadena SER (1971-1972). Durante la estancia en la ciudad andaluza fue sancionado con una multa de 25.000 pesetas por permitir la emisión de unas críticas a los gastos de representación de los alcaldes.
Siete años después, en 1978 se incorporó a los Servicios Informativos de la Cadena SER en Madrid para dirigir Hora 25 y en 1980 fue nombrado director de los Servicios Informativos de la Cadena SER.
Poco después, en enero de 1981, es nombrado director de Informativos de TVE, durante el mandato de Fernando Castedo al frente del ente radiotelevisivo tras un acuerdo entre Adolfo Suárez y el PSOE. Coincidió entonces su recién estrenado cargo con el golpe de Estado en España del 23-F en la investidura como presidente del Gobierno de Leopoldo Calvo-Sotelo, una situación excepcional que forzó su primera aparición ante las cámaras de televisión y que le obligó a asumir la responsabilidad de presentar durante un mes el Telediario 2.ª edición, en unas difíciles circunstancias. Las tensiones políticas que suscitaron algunas de las emisiones obligaron a su salida de RTVE en mayo de 1981, Castedo le seguiría unos meses más tarde. Tras su paso por la televisión pública fue director general de Radio Televisión 16.
Abandonó en 1983 su cargo en Radio 16 para retornar a la Cadena SER, donde sucesivamente sería director y presentador de los programas radiofónicos Aquí la SER, Matinal SER, Pido la palabra y Onda Media.
El 22 de septiembre de 1986 se hizo con el que él considera el programa de su vida: Hoy por hoy, que ha llegado a ser el programa de más audiencia de toda la historia de la radio española. Pero la radio no le impidió que hiciera algunas apariciones en otros medios televisivos: En familia en La 1 de 1987 a 1989; Iñaki, los jueves en 1990 en las cadenas autonómicas Telemadrid, Canal Sur, ETB2 y Canal Nou; Gente de primera en 1993 en La 1; Entrevista con, en 1995 en La 1 y en 1996, hizo las entrevistas en Telecinco del informativo de Luis Mariñas, Las Noticias.

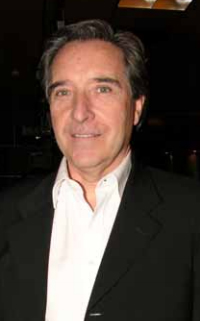
Iñaki Gabilondo en 2006.

Bajo su dirección, Hoy por hoy se convirtió en una referencia de la radio española, batiendo todos los récords de audiencia. Durante los primeros años, el programa de Iñaki Gabilondo en la Cadena SER mantuvo un intenso duelo por el liderazgo de la radio con el espacio Protagonistas de Luis del Olmo, así como posteriormente, con La mañana de Antonio Herrero, Luis Herrero y Federico Jiménez Losantos. Sin embargo, desde la tercera oleada del EGM en 1995, Hoy por hoy es el programa más escuchado de la radio en España. Así lo ha constatado el EGM durante 30 oleadas de audiencia consecutivas (10 años).
Además de todo lo anterior, cada vez que se celebraban elecciones en España, se hacía cargo de un especial sobre el acontecimiento, además de ser presentador cada año de la gala de los Premios Ondasjunto a Gemma Nierga.
El 30 de agosto de 2005, la Cadena SER anunció que Iñaki Gabilondo dejaba la dirección de Hoy por hoy para ser el presentador de la segunda edición del informativo Noticias Cuatro del nuevo canal generalista español, Cuatro, junto a Silvia Intxaurrondo. El primer día tuvo un 15,1% de audiencia, y posteriormente bajó situándose en una media del 5,7%. En 2006, compartió además la presentación del programa Cuatro x Cuatro con Àngels Barceló, Carles Francino y Jon Sistiaga, manteniendo el cuarto lugar en la clasificación de audiencias de entre los informativos en prime time de las cadenas de televisión generalistas españolas. 
Tras la fusión de Gestevisión Telecinco y Sogecuatro, el periodista abandonó la presentación y dirección de Noticias Cuatro el 21 de enero de 2010, un año antes de que se hiciera efectiva esta integración (1 de enero de 2011). Tras dejar Cuatro, Iñaki Gabilondo presentó desde el 8 de febrero hasta el 23 de diciembre de 2010 el magacín informativo nocturno Hoy en el canal de información continua CNN+, hasta que Prisa decide cerrar el canal por su poca viabilidad económica. A partir de ese momento, Telecinco, formalizada la integración con Sogecuatro, aprovecha para emitir por este canal Gran Hermano 24 horas. Poco después publicó el libro El fin de una época.

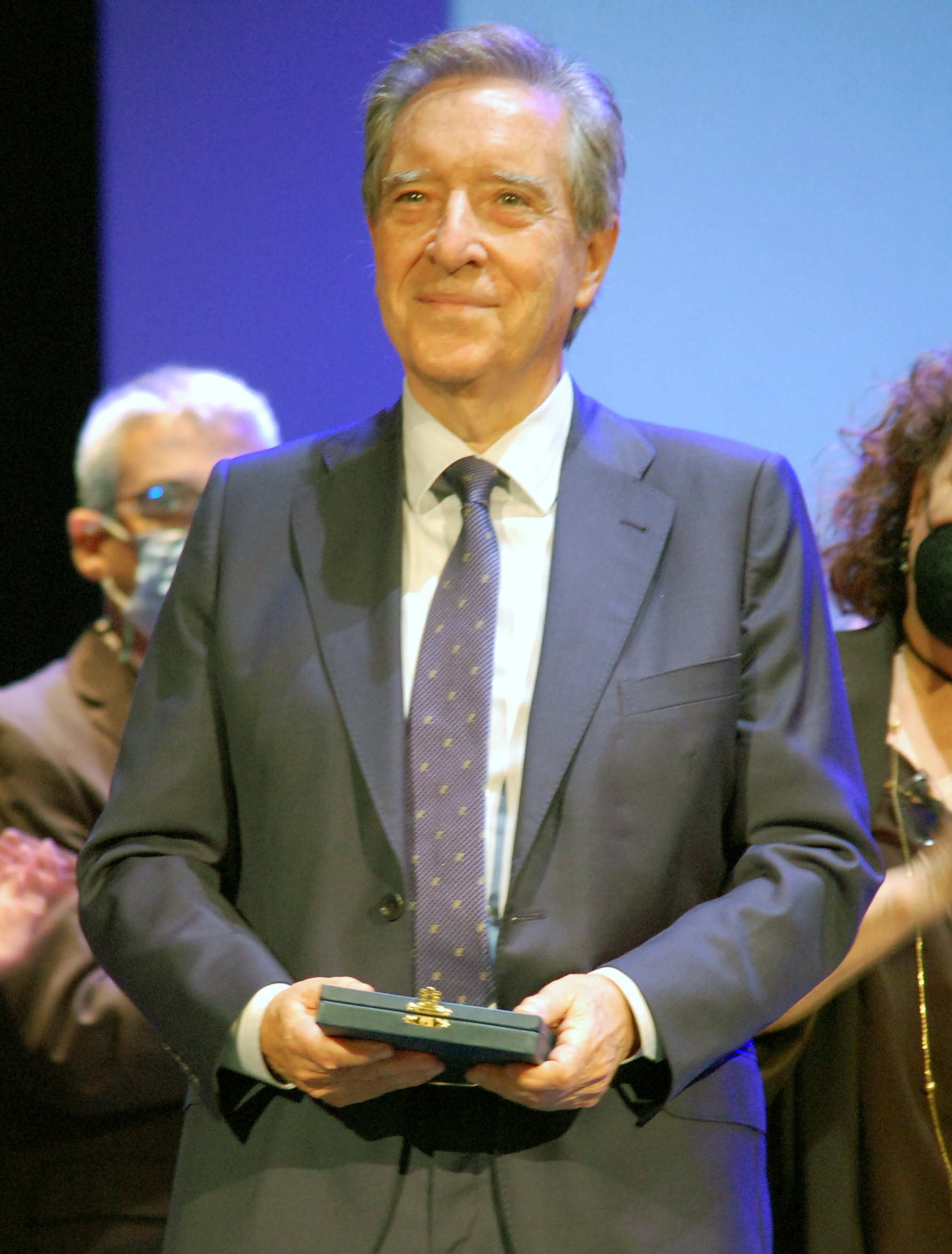
Gabilondo en 2021.

Desde 2011 y hasta 2020, participa en el diario El País y en la Cadena SER con el videoblog La voz de Iñaki, en el que el periodista da su opinión sobre las noticias actuales. En mayo de 2011 se puso al frente del programa mensual Iñaki en el canal de pago Canal + hasta 2016.
En 2012 obtiene el Premio Tomás y Valiente por su compromiso con la democracia y por las libertades fundamentales. Ese mismo año se pone al frente de la serie documental Transición y democracia en Euskadi para la ETB2.
Participa con asiduidad en foros y conferencias relacionadas con los derechos humanos y la actualidad social. El 3 de marzo de 2014 ofreció una conferencia en Sanlúcar de Barrameda (Cádiz) titulada "Fin de la prehistoria" organizada por la Delegación de Igualdad del ayuntamiento de la ciudad con motivo de la celebración de la semana del 8 de marzo, Día Internacional de la Mujer.
En 2018, coincidiendo con los 40 años de la Constitución, presentó el programa La vista atrás y entre 2015 y 2019 presentó el programa Cuando ya no esté. El mundo dentro de 25 años, ambos en 0 por M+.
En enero de 2021 deja de hacer su intervención diaria en Hoy por hoy y pasa a moderar hasta verano del mismo año, un debate entre jóvenes dentro de Hoy por hoy.  Ese mismo año condujo el programa Volver para ser otros. El mundo después del Coronavirus en 0 por M+.
En septiembre de 2021 finalizó su relación laboral con la Cadena SER tras 52 años (49 si se excluye el tiempo que estuvo fuera de la emisora) y por ende, con el medio radiofónico y un año después, se retira del medio televisivo con el programa ¿Qué (diablos) es España? de 0 por M+, poniendo fin a una trayectoria profesional de 59 años.

### Vida familiar
Nacido en una familia de nueve hermanos, residente en la parte vieja de San Sebastián, son sus hermanos: Pedro, periodista deportivo; Ramón, director de Radio Bilbao - Cadena SER y jefe de Programas de la Cadena SER; Luis, médico y director general de Salud del Gobierno de Navarra; Lourdes, religiosa de la orden de las Franciscanas Misioneras de María y directora de Misiones y de Obras Misionales Pontificas de la diócesis de Tuy-Vigo; Arantxa, médica; Javier, empresario de la industria cárnica; Jesús, que ha trabajado en ASPACE; y Ángel, catedrático de metafísica, rector de la Universidad Autónoma de Madrid (2002-2009), ministro de Educación de España entre el 7 de abril de 2009 y el 21 de diciembre de 2011, candidato del PSM-PSOE a la presidencia de la Comunidad de Madrid en 2015, 2019 y 2021 y Defensor del Pueblo desde 2021.
Se casó en 1967 con Maite Egaña Babace, de la que enviudó el 11 de julio de 1981. Con ella tuvo tres hijos: Iñaki (1970), Urko (1972) y Ainhoa (1974). Está casado en segundas nupcias en 1993 con Lola Carretero Herranz, periodista especializada en moda y colaboradora en la Cadena SER, y que llegó a participar mientras dirigía y presentaba el programa de radio Hoy por hoy.
Es tío de la actriz y reportera Estíbaliz Gabilondo y es primo del antropólogo forense Francisco Etxeberria.

## Trabajos

### Televisión
- Telediario, La 1. Fue director de Informativos de TVE (1981).
- La Noticias, Televisión 16, siendo director general de Radio Televisión 16 (1981-1983).
- En familia, La 1 (1987-1989).
- Iñaki, los jueves, FORTA (1990-1991).
- Gente de Primera, La 1 (1993).
- Entrevista con, La 1 (1994-1995).
- Las Noticias, solo las entrevistas, Telecinco (1996-1997).
- Intervenciones en debates, etc. De varias cadenas (1998-2004).
- Noticias Cuatro 2, Cuatro (2005-2010).
- Hoy, CNN+ (2010).
- Iñaki, Canal + (2011-2016) y 0 por M+ (2016).
- Transición y democracia en Euskadi, serie documental, ETB2 (2012).
- Cuando ya no esté. El mundo dentro de 25 años, entrevista-documental, 0 por M+, (2015-2019).
- La vista atrás, 0 por M+ (2018).
- Volver para ser otros. El mundo después del Coronavirus, 0 por M+ (2021).

### Libros
- Testigo de la historia (2005), una selección de 64 de sus entrevistas más interesantes realizadas durante los quince años anteriores.
- Verdades como puños (2009), repaso de la política del momento.[14]
- El fin de una época (2011), libro en el que analiza las amenazas y grandezas del periodismo.

## Premios y nominaciones

### Premios
- Tambor de Oro de San Sebastián (1988).
- Premio Ortega y Gasset de Radio (1990).
- 6 Premios Ondas (el último al mejor programa de difusión nacional por Hoy por hoy).
- Premio Víctor de la Serna al Mejor Periodista del año 1996/97 concedido por la Asociación de la Prensa de Madrid.
- Premio Agustín Merello de la Comunicación, concedido por la Asociación de la Prensa de Cádiz.[15]
- Premio de Periodismo de la Federación de Asociaciones de la Prensa en 1999.
- 3 Antena de Oro; en 1987 por En familia, en 2000 por Hoy por hoy y 2006 por Noticias Cuatro.
- 2 Premios Micrófono de Oro en 2004 y 2011, concedidos por la Federación de Asociaciones de Radio y Televisión de España.
- Medalla de Oro Mahatma Gandhi de la Unesco (1998).
- Creu de Sant Jordi, concedida por la Generalidad de Cataluña en reconocimiento a su trabajo.
- Medalla de Oro de Guipúzcoa, otorgada por la Diputación Foral de Guipúzcoa.
- Medalla de Oro de Andalucía
- Premio Gonzalo de Berceo por su destacada trayectoria profesional.
- Premio Cambio 16.
- Premio Turia de Periodismo.
- Premio del Club Internacional de Prensa.
- Francisco Cerecedo de Periodismo, concedido en 2003 por la Asociación de Periodistas Europeos por ser “el exponente máximo del periodismo libre”.
- Medalla al Mérito en el Trabajo del Ministerio de Trabajo y Asuntos Sociales (2006).[16]
- Es Colegiado de Honor del Colegio de Periodistas de Cataluña.
- Premios Clara Campoamor y Meridiana por su labor a favor de la mujer.[17]
- Doctor honoris causa por la Universidad Rey Juan Carlos, investido el 26 de enero de 2007.[18]
- Premio Ramón Rubial "a la defensa de la democracia y la libertad" en 2008.
- Premio Nuevo Periodismo CEMEX+FNPI, homenaje, 2008.[19]
- Distinción Lan Onari, otorgada en 2009 por el Gobierno Vasco en reconocimiento a su trabajo.
- Premio «Luis Carandell» de Periodismo Parlamentario (2011)[20]
- I Premio Joaquín Soler Serrano de Radio y Televisión de la Academia de las Artes y las Ciencias Radiofónicas de España y la Academia de Televisión y de las Ciencias y Artes del Audiovisual de España.[21]
- Doctor honoris causa por la Universidad de Valencia, investido el 3 de febrero de 2012.
- Doctor honoris causa por la Universidad de Lérida, investido el 23 de mayo de 2012.[22]
- Premio Nacional de Periodismo Miguel Delibes por la Asociación de la Prensa de Valladolid. 23 de enero de 2014.
- Medalla de Oro de la Academia de las Artes y las Ciencias Radiofónicas de España, el 13 de febrero de 2015, coincidiendo con el Día Mundial de la Radio.
- Doctor honoris causa por la Universidad de Burgos, investido el 20 de octubre de 2016.[23]
- Premio de Periodismo Ciudad de Málaga, otorgado por la Asociación de la Prensa de Málaga (2017).[24]
- Doctor honoris causa por la Universidad de Sevilla, investido el 15 de octubre de 2019.[25]
- Premio Libertad de Prensa y Valores Periodísticos Ayuntamiento de San Fernando, Cádiz.
- Premio Ciudad de Alcalá de las Artes y las Letras 2020. Ayuntamiento de Alcalá de Henares, otorgado el 9 de octubre de 2020.
- Doctorado honoris causa por la Universidad Europea de Madrid, investido el 21 de octubre de 2021.[26]

### Nominaciones
- Premios TP de Oro 1994: Mejor Presentador.
- Premios TP de Oro 2006: Mejor Presentador de Informativos.
- Premios TP de Oro 2008: Mejor Presentador de Informativos.
- Premios ATV de 2006: Mejor Comunicador de Programas Informativos.
- Premios MetaComunicación de 2013: Mejor Trayectoria Profesional.

## Críticas y polémicas
El 9 de enero de 1995 realiza para TVE una emisión anunciada En directo con Felipe González (que luego daría continuación a un programa de emisión regular en dicha cadena denominado Entrevista con), realizando una entrevista de media hora de duración a Felipe González, entonces presidente del Gobierno de España, sobre el análisis de los acontecimientos de ese momento de la política nacional y con el telón de fondo de los GAL, y al que le pregunta directamente: «¿Organizó, autorizó o toleró usted la guerra sucia del GAL?». Esta entrevista, que abre el libro en que recopila 64 entrevistas realizadas durante quince años (1990-2005), ha sido considerada por el propio Iñaki Gabilondo como la más difícil de su vida profesional.
Aunque Iñaki Gabilondo mantiene muy buenas relaciones con algunos destacados miembros del Partido Popular, José María Aznar no quiso ir a su programa (ni al resto de programas de la Cadena SER) siendo presidente del Gobierno de España. El 11 de abril de 2002, en una entrevista realizada por Luis del Olmo a José María Aznar, al ser solicitada dicha entrevista para con su colega, este se quedó en silencio para luego declinar la propuesta en aras de un personal «ejercicio de libertad».
Sus opiniones acerca de la situación política en el País Vasco le han llevado a recibir amenazas por parte de la banda terrorista ETA. Participó además en el largometraje - documental La pelota vasca, la piel contra la piedra, de Julio Medem, que versaba sobre este asunto.
La información sobre la presencia de al menos un terrorista suicida en un vagón de los trenes que estallaron en los atentados del 11-M, difundida desde la Cadena SER la noche del 11 de marzo de 2004 y desde el programa radiofónico Hoy por hoy por el propio Iñaki Gabilondo y sus colaboradores la mañana del día 12 de marzo de ese mismo año, recibió críticas por parte de algunos medios de comunicación de ideología conservadora, al evidenciarse posteriormente que dicha noticia era falsa, acusándole de manipulación e intoxicación informativa. Iñaki Gabilondo criticó a su vez una forma concreta de hacer periodismo que consideraba «incendiaria».